# Parc du Heyritz
Le parc du Heyritz est un parc public de la ville de Strasbourg, situé à proximité de l'hôpital civil et de la place de l’Étoile et bordé par le bassin de l'Hôpital.

## Histoire
Dans le cadre de l'urbanisation du secteur Heyritz, la ville de Strasbourg décide en 2010 de réaménager les anciens espaces verts sauvages situées le long du bassin de l'Hôpital et d'en faire un parc. 
Le parc est inauguré début 2014 par Roland Ries avant la campagne des municipales de 2014, mais ne sera complètement achevé qu'en juin de la même année.
La place centrale du parc est baptisée place de Vologda. Elle est inaugurée le 3 novembre 2014 en présence du maire de Vologda, Evgueni Choulepov, et d'Alexandre Bourdine, consul général de Russie à Strasbourg.

## Composition
Le parc s'étale sur 8,7 hectares dont 1,5 hectare de bassin, avec notamment une fontaine miroir d'eau ou l'on peut se rafraichir en été, une aire de jeux ainsi qu'une aire d'agrès. 
Un ponton de 300 mètres de long permet de traverser le bassin de l'Hôpital où est installé un jardin flottant, une seconde passerelle - mobile, permet de rejoindre les enceintes de l'hôpital sur l'autre rive. 
Une allée piétonne a été aménagée au bord du canal de jonction permettant de relier le parc à la place de l’Étoile.

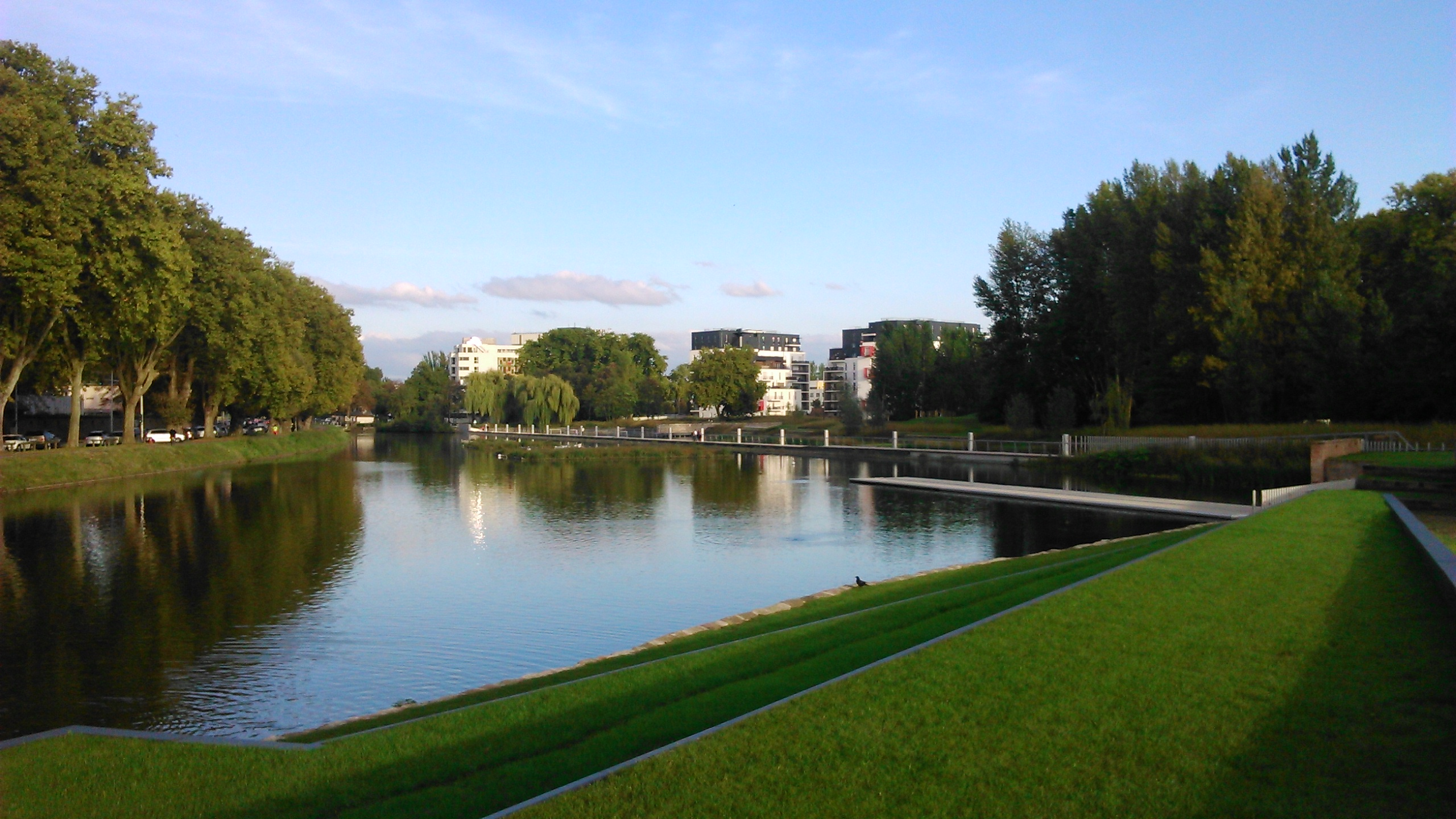
Vue générale.
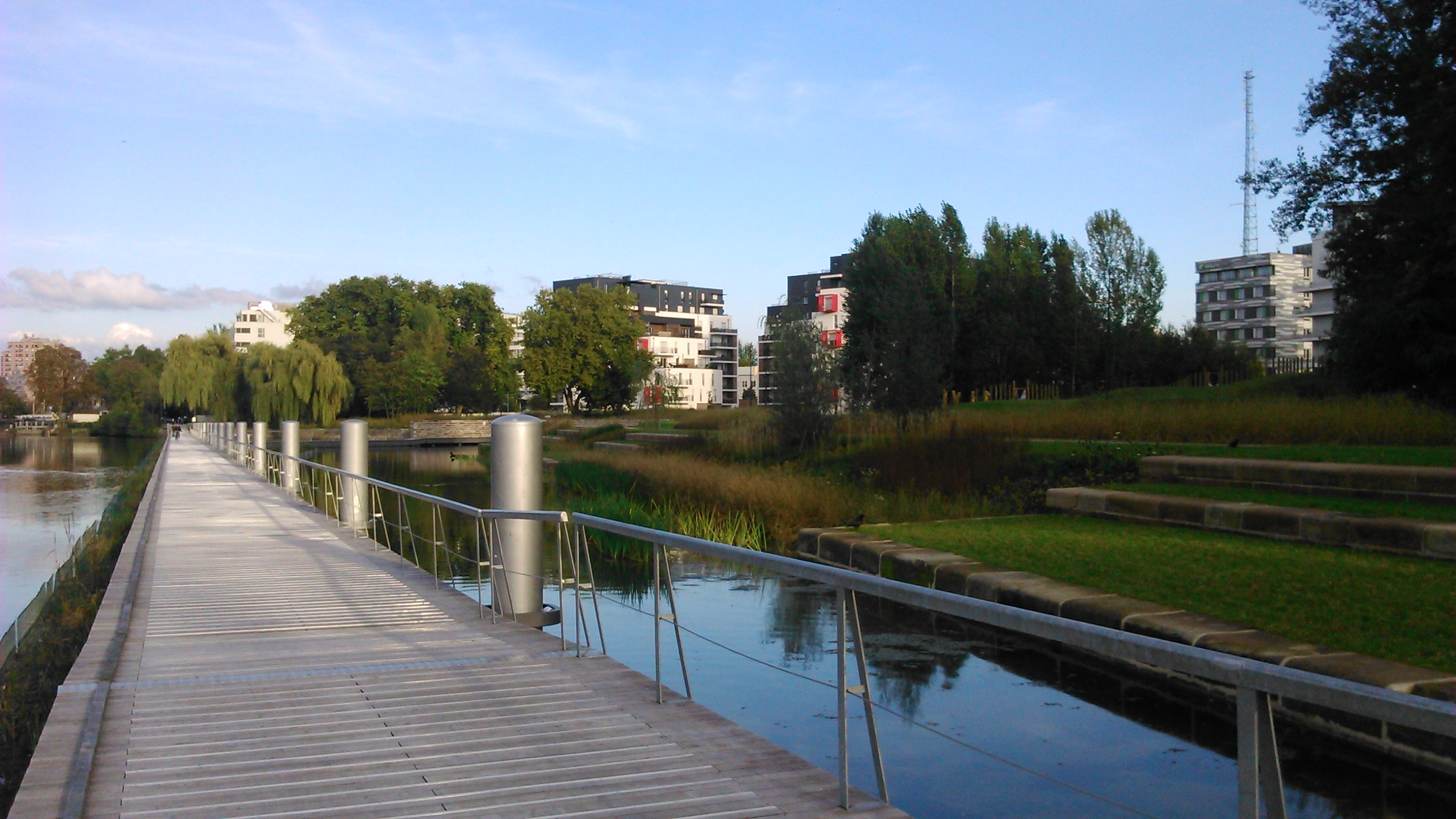
Vue sur l'eau et le ponton.
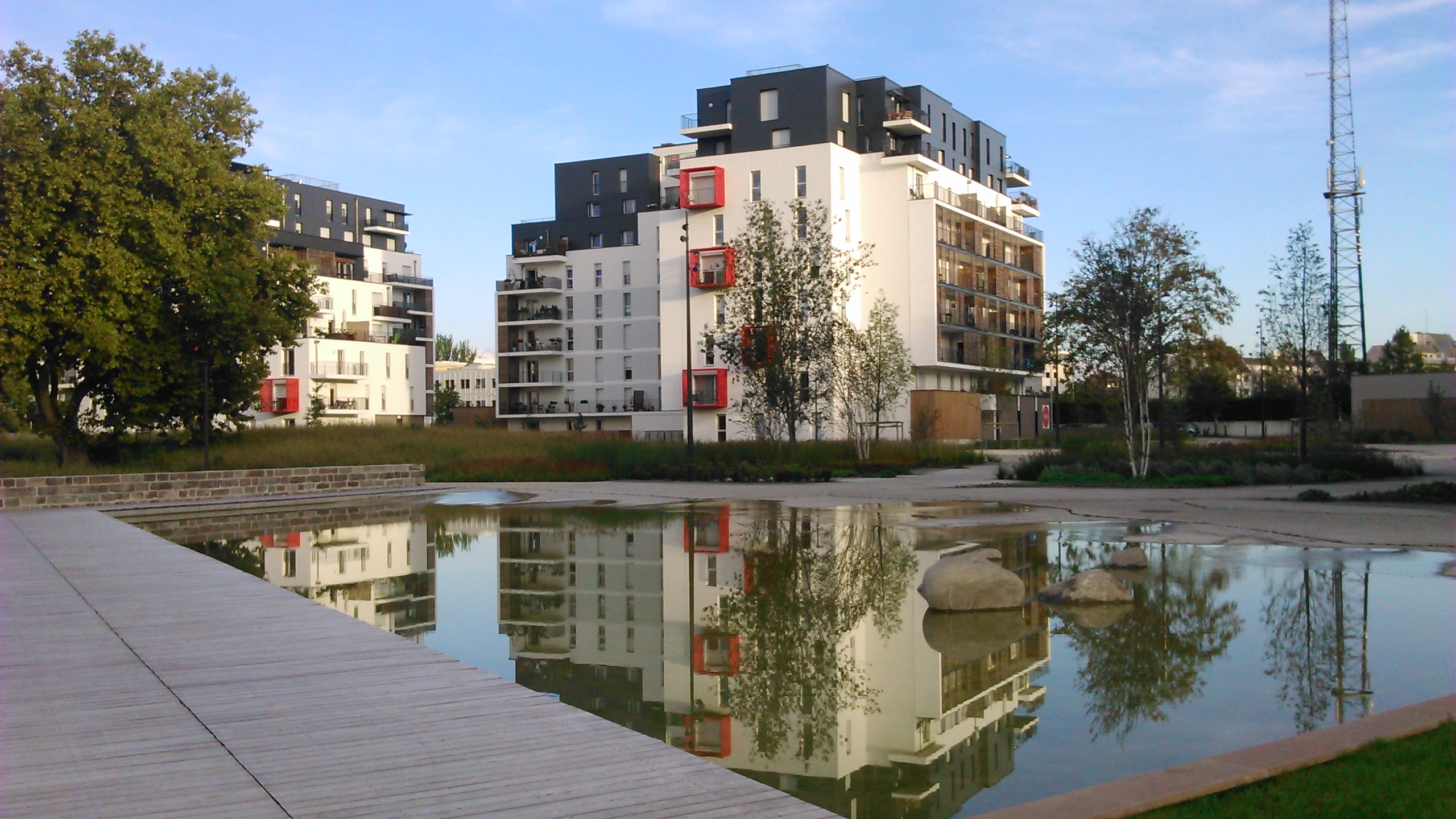
La fontaine miroir d'eau.